# Pembroke College (Oxford)
Pour les articles homonymes, voir Pembroke College.

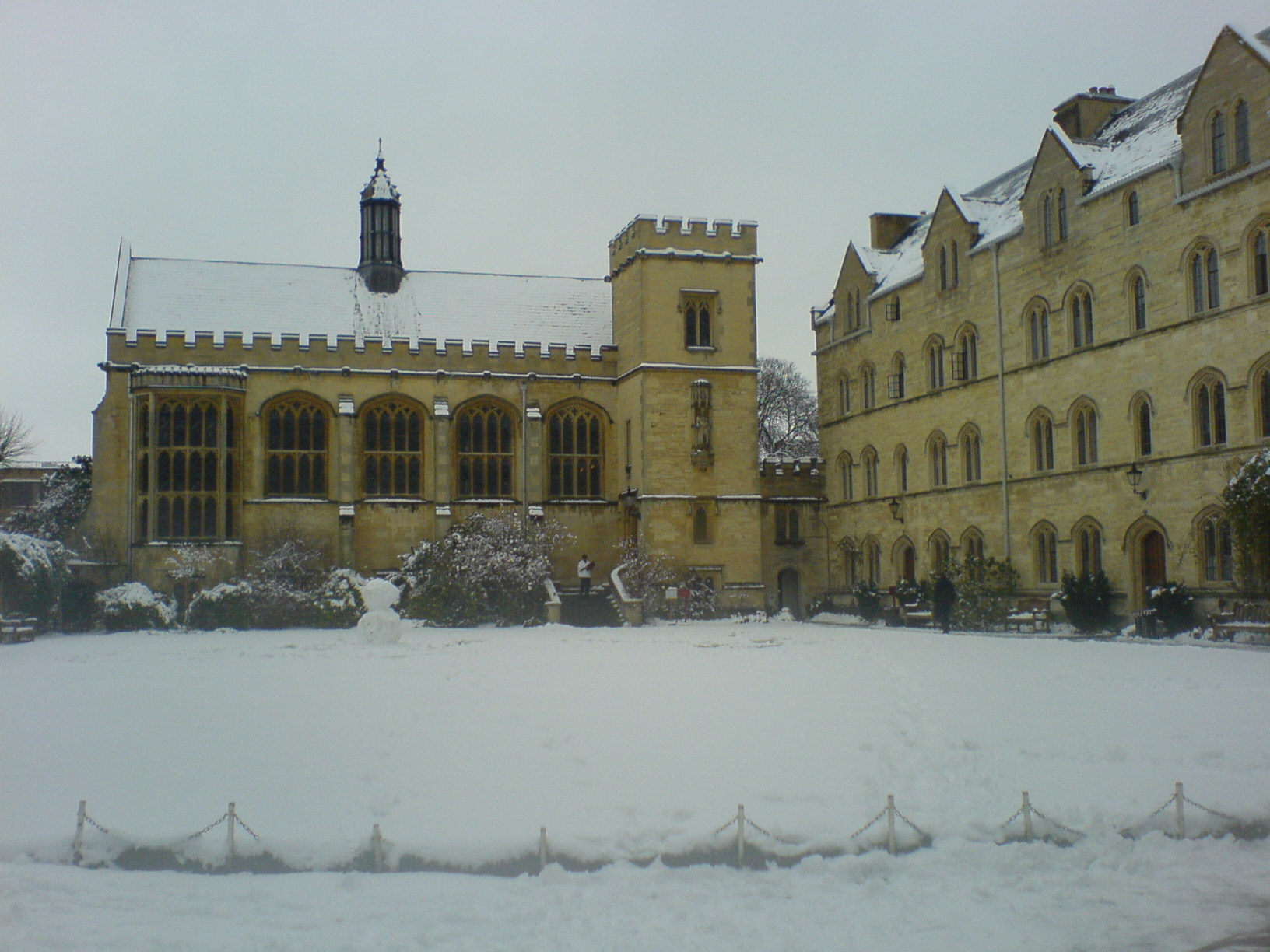
Pembroke College sous la neige.

Blason de Pembroke College.

Pembroke College est l'un des établissements constitutifs de l'université d'Oxford. Dans les premières années du XVIIe siècle, une dotation de Thomas Tesdale, un négociant de la ville d'Abingdon (Oxfordshire), et de Richard Wightwick, un ecclésiastique du Berkshire, permit de racheter Broadgates Hall, un bâtiment de l'université dévolu aux étudiants en droit depuis sa construction, au XVe siècle. Le roi Jacques Ier signa les lettres patentes en 1624 et le collège dut son nom à William Herbert (1580-1630), troisième comte de Pembroke, lord chambellan puis chancelier de l'université.
Les deux anciens étudiants les plus célèbres de Pembroke sont Samuel Johnson, même s'il y resta à peine un an, et l'actuel roi de Jordanie. 

## Personnalités liées

### Professeurs
- Francisca Mutapi y a enseigné de 1999 à 2000.
- J. R. R. Tolkien y fut enseignant.

### Étudiants

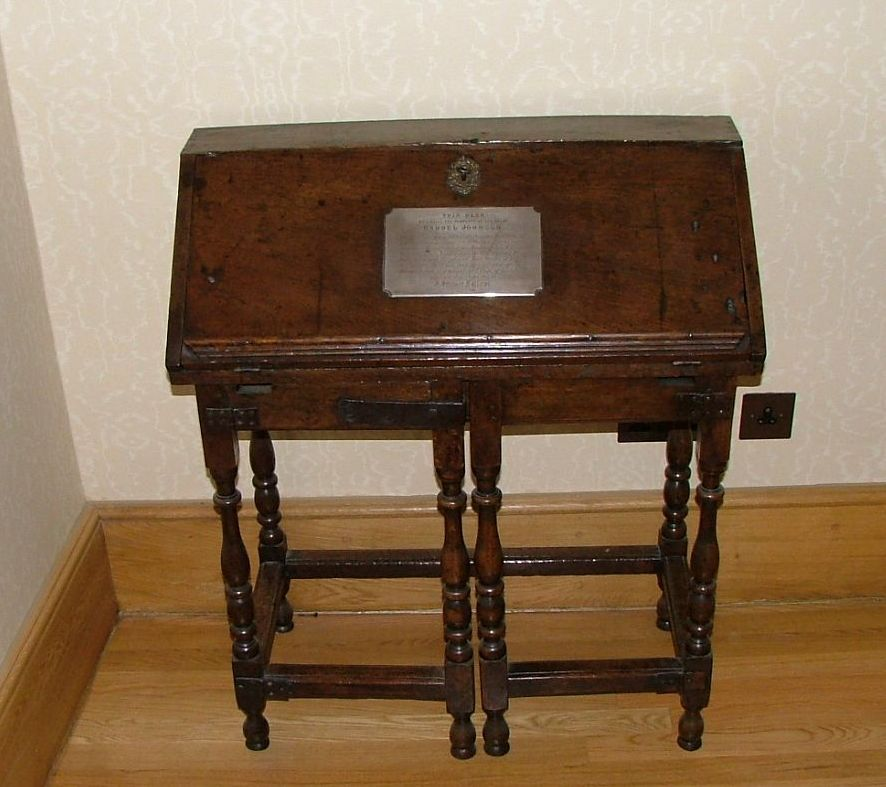
Le bureau de Samuel Johnson à Pembroke.

- Abdallah II de Jordanie
- Francis Beaumont
- William Blackstone
- Thomas Browne
- William Camden
- Michael Heseltine
- Samuel Johnson
- Sidkeong Tulku Namgyal
- Viktor Orbán
- John Pym
- Radosław Sikorski
- James Smithson
- George Whitefield
- Peter Ricketts
- Martha Klein